# Hotel for Dogs
Hondenhotel / Hotel for Dogs is een film uit 2009 van Nickelodeon, gebaseerd op een gelijknamig boek van Lois Duncan. De film werd geregisseerd door Thor Freudenthal en bewerkt door Jeff Lowell, Bob Schooley en Mark McCorkle. In de hoofdrol zitten Johnny Simmons, Emma Roberts, Jake T. Austin, Lisa Kudrow, Kevin Dillon, Kyla Pratt en Don Cheadle. De film vertelt het verhaal van twee weeskinderen, Andi en Bruce, die proberen om hun hond te verbergen in een verwaarloosd hotel omdat hun nieuwe ouders geen huisdieren willen.
Het is voor Nickelodeon de tweede keer dat een film van hen door DreamWorks Pictures wordt gedistribueerd, in plaats van Paramount Pictures. De opnames startten in november 2007 en gebeurde in Los Angeles en Universal City. De honden werden enkele maanden voor de film speciaal opgeleerd.

## Rolverdeling
| Acteur              | Personage      |
| ------------------- | -------------- |
| Emma Roberts        | Andi           |
| Jake T. Austin      | Bruce          |
| Lisa Kudrow         | Lois           |
| Don Cheadle         | Bernie Wilkens |
| Troy Gentile        | Mark           |
| Kyla Pratt          | Heather        |
| Johnny Simmons      | Dave           |
| Kenny Vibert        | Jason          |
| Kevin Dillon        | Carl Scudder   |
| Yvette Nicole Brown | Mrs. Camwell   |